# Златоруновск
Златору́новск — посёлок в Ужурском районе Красноярского края России. Административный центр Златоруновского сельсовета.

## География
Посёлок расположен в 22 км к югу от районного центра Ужур.

## История
1 января 1910 года по инициативе промышленника Сергея Четверикова была создана Учумская овцеводческая капиталистическая экономия. В 1917 году по распоряжению Минусинского совета рабочих, крестьянских и казачьих депутатов она была национализирована и переименована в «Енисейскую народную мериносовую экономию». В 1920 году на базе экономии образуется Ачинско-Учумский совхоз (с 1926 года — Учумский). Совхоз оказался превращён в племенной завод. В 1939 году был создан исполнительный комитет Учумского сельсовета, который в 1976 году был превращён в сельский Совет народных депутатов. В 1976 г. Указом Президиума ВС РСФСР поселок переименован в Златоруновск. В 1982 году был открыт краеведческий музей. В 1992 году была создана администрация Златоруновского сельского совета, и её центром определён посёлок Златоруновск, как административный преемник Учумского племенного завода, существующий в настоящее время.

## Население
| 2010 |
| ---- |
| 978  |

Основное занятие жителей посёлка — сельское хозяйство, 20 % населения посёлка работают на предприятиях города Ужур, находящегося недалеко от Златоруновска.

## Инфраструктура
В посёлке построено современное здание дома культуры, располагается музей и школа.